# Campionat d'Europa de natació de 1938
El Campionat d'Europa de natació de 1938 va ser la cinquena edició del Campionat d'Europa de natació. La competició es va disputar entre el 6 i el 13 d'agost de 1938 a Londres, Anglaterra.

## Medaller
País amfitrió 
| Posició | País          | Or | Plata | Bronze | Total |
| 1       | Alemanya      | 5  | 7     | 2      | 14    |
| 2       | Dinamarca     | 5  | 1     | 1      | 7     |
| 3       | Països Baixos | 2  | 3     | 3      | 8     |
| 4       | Suècia        | 2  | 1     | 0      | 3     |
| 5       | Regne Unit    | 1  | 3     | 5      | 9     |
| 6       | Hongria       | 1  | 0     | 3      | 4     |
| 7       | França        | 0  | 1     | 0      | 1     |
| 8       | Iugoslàvia    | 0  | 0     | 1      | 1     |
| 8       | Bèlgica       | 0  | 0     | 1      | 1     |
| Total   | Total         | 16 | 16    | 16     | 48    |

## Resultats

### Salts
Proves masculines
| Proves               | Or                     | Or     | Plata                   | Plata  | Bronze                        | Bronze |
| Trampolí de 3 metres | Erhard Weiß · Alemanya | 148.02 | Fritz Haster · Alemanya | 137.50 | Frederick Hodges · Regne Unit | 132.52 |
| Palanca              | Erhard Weiß · Alemanya | 124.67 | Hans Kitzig · Alemanya  | 121.53 | László Hidvégi · Hongria      | 107.22 |

Proves femenines
| Proves               | Or                       | Or     | Plata                        | Plata  | Bronze                  | Bronze |
| Trampolí de 3 metres | Betty Slade · Regne Unit | 103.60 | Gerda Daumerlang · Alemanya  | 102.28 | Edna Child · Regne Unit | 100.40 |
| Palanca              | Inge Beeken · Dinamarca  | 37.09  | Ann-Margret Nirling · Suècia | 36.92  | Suse Heinze · Alemanya  | 36.39  |

### Natació
Proves masculines
| Proves                       | Or                                                                      | Or      | Plata                                                                      | Plata   | Bronze                                                                        | Bronze  |
| 100 metres lliures           | Kees Hoving · Països Baixos                                             | 59.8    | Frederick Dove · Regne Unit                                                | 1:00.6  | István Kőrösi · Hongria                                                       | 1:01.2  |
| 400 metres lliures           | Björn Borg · Suècia                                                     | 4:51.6  | Werner Plath · Alemanya                                                    | 4:56.2  | Norman Wainwright · Regne Unit                                                | 4:56.3  |
| 1.500 metres lliures         | Björn Borg · Suècia                                                     | 19:55.6 | Bob Leivers · Regne Unit                                                   | 19:57.0 | Heinz Arendt · Alemanya                                                       | 20:12.6 |
| 100 metres esquena           | Heinz Schlauch · Alemanya                                               | 1:09.0  | Gerhard Nüsske · Alemanya                                                  | 1:10.8  | Árpád Lengyel · HongriaStans Scheffer · NED                                   | 1:12.0  |
| 200 metres braça             | Joachim Balke · Alemanya                                                | 2:45.8  | Erwin Sietas · Alemanya                                                    | 2:45.9  | Anton Cerer · Iugoslàvia                                                      | 2:47.6  |
| relleus 4×200 metres lliures | Alemanya · Werner Birr · Wolfgang Heimlich · Hans Freese · Werner Plath | 9:17.6  | França · Roland Pallard · Christian Talli · René Cavalero · Alfred Nakache | 9:22.6  | Regne Unit · Frederick Dove · Kenneth Deane · Bob Leivers · Norman Wainwright | 9:24.6  |

Proves femenines
| Proves                       | Or                                                                                | Or     | Plata                                                                        | Plata  | Bronze                                                                     | Bronze |
| 100 metres lliures           | Ragnhild Hveger · Dinamarca                                                       | 1:06.2 | Birte Ove-Petersen · Dinamarca                                               | 1:06.8 | Rie van Veen · Països Baixos                                               | 1:08.4 |
| 400 metres lliures           | Ragnhild Hveger · Dinamarca                                                       | 5:09.0 | Rie van Veen · Països Baixos                                                 | 5:27.7 | Fernande Caroen · Bèlgica                                                  | 5:33.4 |
| 100 metres esquena           | Cor Kint · Països Baixos                                                          | 1:15.0 | Iet van Feggelen · Països Baixos                                             | 1:15.9 | Birte Ove-Petersen · Dinamarca                                             | 1:17.0 |
| 200 metres braça             | Inge Sørensen · Dinamarca                                                         | 3:05.4 | Doris Storey · Regne Unit                                                    | 3:06.0 | Jopie Waalberg · Països Baixos                                             | 3:06.2 |
| relleus 4×100 metres lliures | Dinamarca · Eva Arndt Riise · Gunvor Kraft · Birte Ove-Petersen · Ragnhild Hveger | 4:31.6 | Països Baixos · Alie Stijl · Trude Malcorps · Rie van Veen · Willy den Ouden | 4:39.5 | Regne Unit · Zilpha Grant · Joyce Harrowby · Margery Hinton · Olive Wadham | 4:51.4 |

### Waterpolo
| Prova             | Or  | Plata    | Bronze        |
| Waterpolo masculí | HUN | Alemanya | Països Baixos |